# Bicentennial Man
Bicentennial Man is een Amerikaanse drama- en sciencefictionfilm uit 1999 van Chris Columbus en gebaseerd op de gelijknamige roman van Isaac Asimov. De hoofdrol is voor Robin Williams.
De film bracht wereldwijd $87.423.861 op, waarvan $58.223.861 (66.6%) in de Verenigde Staten.

## Verhaal
Bicentennial Man is gebaseerd op de roman Positronisch brein (The Positronic Man), geschreven door Isaac Asimov en Robert Silverberg en gebaseerd op Asimovs originele novelle The Bicentennial Man. De film beschrijft het bestaan van robot Andrew Martin, een prototype androïde. Andrew, zoals hij wordt genoemd in de film, wordt in augustus 2005 door de familie Martin gekocht om hen te helpen. Het oudste kind keurt de aankoop direct af en kan het niet goed vinden met de robot. Toch wordt hij gewaardeerd, toont hij emotie en is hij geliefd bij het jongste kind, Amanda Martin, die hij "Little Miss" ("jonge dame") noemt.
Uiteindelijk gaat Andrew bij de familie weg, maar blijft contact houden met Amanda en, uiteindelijk ook, haar kleindochter Portia. Andrew gelooft erin dat hij menselijke krachten en kwaliteiten bezit die niet bekend zijn bij robots, hij gaat dan ook op zoek naar andere androïden van zijn type. In de 100 jaar die volgen, ontwikkelt hij zich steeds meer tot mens en uiteindelijk ontvangt hij transplantaties (die hij zelf ontwerpt), waardoor hij verandert in een mens. Hierop gaat hij naar het Wereld Congres en vraagt om een bewijs dat verklaart dat hij een mens is. Het congres wijst zijn verzoek af waarna hij ook zijn positronisch brein laat vervangen waardoor hij met veroudering te maken krijgt. Andrew gaat opnieuw naar het Congres, nu verouderd en tenger. De Spreker belooft deze keer om er op zijn minst naar te kijken.
Aan het einde van de film ligt Andrew op zijn sterfbed samen met Portia. Op dat moment begint er een uitzending op televisie. De Spreker van het Wereld Congres verschijnt en begint over Andrew te praten. Voordat ze klaar is met haar toespraak, overlijdt Andrew. De Spreker verklaart dat Andrew Martin wordt erkend als de oudste, niet-Bijbelse mens in de geschiedenis, hij is op dat moment op een paar uur na 200 jaar oud. De film eindigt als Portia de bijstaande verpleegster (eveneens een robot) instrueert om ook haar "machine" uit te zetten. Portia overlijdt hand in hand met Andrew.

## Rolverdeling
| Acteur                | Personage                                    |
| --------------------- | -------------------------------------------- |
| Hoofdrollen           |                                              |
| Robin Williams        | Andrew Martin                                |
| Embeth Davidtz        | "Little Miss" Amanda Martin/Portia Charney   |
| Bijrollen             |                                              |
| Sam Neill             | 'Sir' Richard Martin                         |
| Oliver Platt          | Rupert Burns                                 |
| Kiersten Warren       | Galatea                                      |
| Wendy Crewson         | 'Ma'am' Rachel Martin                        |
| Hallie Kate Eisenberg | 7 jaar oude 'Little Miss' Amanda Martin      |
| Lindze Letherman      | 9 jaar oude 'Little Miss' Amanda Martin      |
| Angela Landis         | 'Miss' Grace Martin                          |
| John Michael Higgins  | Bill Feingold, Martins advocaat              |
| Bradley Whitford      | Lloyd Charney                                |
| Igor Hiller           | 10 jaar oude Lloyd Charney                   |
| Joe Bellan            | Man van de robot-vervoersdienst              |
| Brett Wagner          | Man van de robot-vervoersdienst              |
| Stephen Root          | Dennis Mansky, Hoofd van de Northam Robotics |

## Prijzen en nominaties
De film won één prijs en kreeg zes nominaties, waarvan een Oscar. In 2000 won het de Hollywood Makeup Artist and Hair Stylist Guild Award voor de beste special effects make-up. De make-up werd daarnaast genomineerd voor een Oscar. Adam Savage was onder andere verantwoordelijk voor de special effects in de film.
Robin Williams werd meerdere keren genomineerd in de categorie "Beste acteur" en "Favoriete acteur". Ook sleepte hij een nominatie voor een Golden Raspberry Award in de wacht als "Slechtste acteur". Hallie Kate Eisenberg werd genomineerd voor een Youngstar Award als "Beste jonge actrice".